# Jaqueira
Jaqueira is een gemeente in de Braziliaanse deelstaat Pernambuco. De gemeente telt 12.642 inwoners (schatting 2009).